# Бэтмен: Тихо! (комикс)
Бэтмен: Тихо! (англ. Batman: Hush) — сюжетная арка 2002—2003 года, выпускавшаяся в серии комиксов Batman. Сценарий истории написал Джеф Лоуб, рисунок Джима Ли (карандаш), чернила Скотта Уильямса и цвет Алекса Синклера. История описывает загадочного преследователя Бэтмена, Хаша, который саботирует деятельность тёмного рыцаря, используя старых противников Бэтмена. Сюжетная арка также описывает романтические отношения между Бэтменом и Женщиной-кошкой. В 2013 году выпущена в формате графического романа в издательстве «Азбука».

## Сюжет
Бэтмен спасает мальчика, похищенного Убийцей Кроком, после чего деньги, приготовленные для выкупа, похищает Женщина-кошка. Бэтмен преследует её по крышам Готэм-сити, однако в самый неподходящий момент его верёвка была обрезана и он упал на землю, повредив череп и сломав несколько костей. Он был почти убит уличной бандой, но его спасла Охотница. Его дворецкий, Альфред Пенниуорт, последовал инструкциям Брюса вызвать его друга детства, Томаса Эллиота, теперь являющегося нейрохирургом. Бэтмен поправляется и обнаруживает, что Ядовитый Плющ использовала Женщину-кошку, чтобы украсть выкуп и забрала его у неё. Бэтмен спасает Женщину-кошку и между ними расцветает небольшой роман. Бэтмен пытается поговорить с Убийцей Кроком, но он сбегает из Аркхэма, однако Бэтмен выслеживает его, но не успевает с ним поговорить, поскольку того схватывают.
Вдвоём Бэтмен и Женщина-кошка выслеживают Плющ в Метрополисе, где обнаруживается, что она также захватила под контроль Супермена. Используя кольцо с криптонитом, которое Супермен доверил ему, Бэтмен отвлекает его, пока Женщина-кошка позволяет Лоис Лейн упасть с здания Daily Planet. Супермен приходит в себя и спасает Лоис, и вместе герои захватывают Плющ.
Позже, в Готэм-сити Брюс Уэйн, Селина Кайл и Томас Эллиот идут вместе в оперу на постановку Паяцев, где Харли Квинн пытается ограбить театр. В последующей драке «Томми» Эллиот был убит и выглядит так, будто это сделал Джокер. В ярости от вида этой картины Бэтмен пытается убить Джокера голыми руками, и даже оглушает Женщину-кошку, попытавшуюся остановить его, но экс-комиссар полиции Гордон появляется и отговаривает его от поступка, при этом стреляет ему в руку. Дик Грейсон возвращается в Готэм на похороны Эллиота. Бэтмен говорит ему, что подозревает, что за всем этим скрывается некий кукловод, научивший его старых врагов новым трюкам. За кадром человек с замотанным бинтами лицом появляется на всех местах преступления и, судя по всему, управляет действиями. Он упоминается под именем Хаш.
После срыва попытки Загадочника ограбить инкассаторскую машину Бэтмен и Найтвинг обнаруживают доказательства, что Ра'с аль Гул вовлечён в то, что Бэтмен считает планом. Бэтмен похищает Талию и оставляет Женщину-кошку охранять её, в то время, как сам отправляется на поиски Ра’са, который говорит Бэтмену, что кто-то из его прошлого использовал одну из его Ям Лазаря. Женщина-кошка была избита Леди Шивой, которая пришла спасти Талию, но Талия оглушает Шиву и лечит Женщину-кошку от ранений, встречает Бэтмена (вернувшегося после разговора с Ра’сом) и рассказывает ему о произошедшем. Вернувшись в Готэм Бэтмен обнаруживает, что Охотница и Женщина-кошка дерутся и оглушает Охотницу. Он сражается с Пугалом и одолевает его на кладбище. Он обнаруживает, что нынешний Робин, Тим Дрейк, был захвачен бывшим Робином, Джейсоном Тоддом, воскресшим из мёртвых. Сражаясь с Джейсоном, он выясняет, что Глиноликий имитировал Джейсона.
Бэтмен после находит устройство на своём компьютере, которое привело его к поиску старого друга (и доверенного механика) Гарольда. Поздней ночью он встречается с Гарольдом, который пропал после событий No Man’s Land. Гарольд признаёт, что кое-кто смог вылечить его уродство в обмен на установление устройства, но в этот же самый момент его застреливает Хаш, до того, как Гарольд успевает назвать имя. Томас Элиот оказался стрелком и лицом под бинтами, архитектором всех событий (позже было объяснено, что это Глиноликий изображал Эллиота, когда тот был, вроде как, убит). Эллиот держал на Брюса Уэйна обиду с тех пор, как его отец, Томас Уэйн, спас мать Эллиота после автомобильной аварии; оказалось, Эллиот подстроил аварию, испортив автомобиль своего отца, чтобы получить наследство. Эллиот считал отца Брюса человеком, который не дал его планам сбыться. В последней конфронтации Эллиота застрелил переродившийся Харви Дент и он упал в воду, так что Бэтмен не смог снять бинты и убедиться в том, что под ними действительно Томас Эллиот. Его тело так и не было найдено.
В эпилоге, после встречи с Эллиотом Бэтмен обнаруживает, что настоящим вдохновителем всего действия был Загадочник. Он использовал Яму Лазаря, чтобы излечить себя от рака, и в ходе пребывания там вычислил личность Бэтмена. Впервые встретившись с Томасом Эллиотом, чтобы предложить его матери лекарство от рака, Загадочник вместо этого объединяется с Эллиотом против Брюса Уэйна. Загадочник, помимо прочего, был единственным злодеем во всей истории, кто не вёл себя необычно: ограбление инкассаторской машины — стиль Загадочника. Загадочник также рассказывает ему, что он и Эллиот называли свой план планом Hush. Бэтмен убеждает Загадочника не раскрывать тайну его личности, поскольку загадка, к которой все знают ответ бесполезна, а если он всё же это сделает, то это даст Ра’с аль Гулу подсказку, что это он воспользовался одной из его Ям, а тогда он пошлёт Лигу Ассасинов за Загадочником.
Другая загадка продолжает мучить Тёмного Рыцаря. Хотя человек, с которым он дрался на кладбище, оказался Глиноликим, могила Джейсона Тодда оказалась пустой. Загадочник даже издевается над Бэтменом, назвав его величайшим провалом его неспособность спасти жизнь Джейсону и отказывается ему сказать, где находится тело Джейсона, побудив Бэтмена ударить его.
В финальной сцене Бэтмен и Женщина-кошка встречаются. Он продолжает не доверять ей и не может быть уверен, что она не участвовала в плане. Пытаясь успокоить его, Женщина-кошка ненароком говорит ему «хаш» (англ. Hush — тише, молчи) перед попыткой поцеловать его, что вызвало сильную реакцию со стороны Бэтмена, в результате чего она разрывает отношения. Перед уходом она говорит, что ей неважно знать, «что наши отношения начались, как заклинание. Это работает, потому что мы те, кто мы есть, и однажды, быть может, он научится ей доверять.» Бэтмен в ответ думает, что это «однажды» может наступить.

### Последствия
После успеха истории Ли и Лоеб заявили, что могут написать продолжение истории на 6 выпусков, но проект так и не был выполнен. История Хаша была продолжена Аджейем Либерманом (англ. AJ Liebreman) в ныне завершённой серии Batman: Gotham Knight.

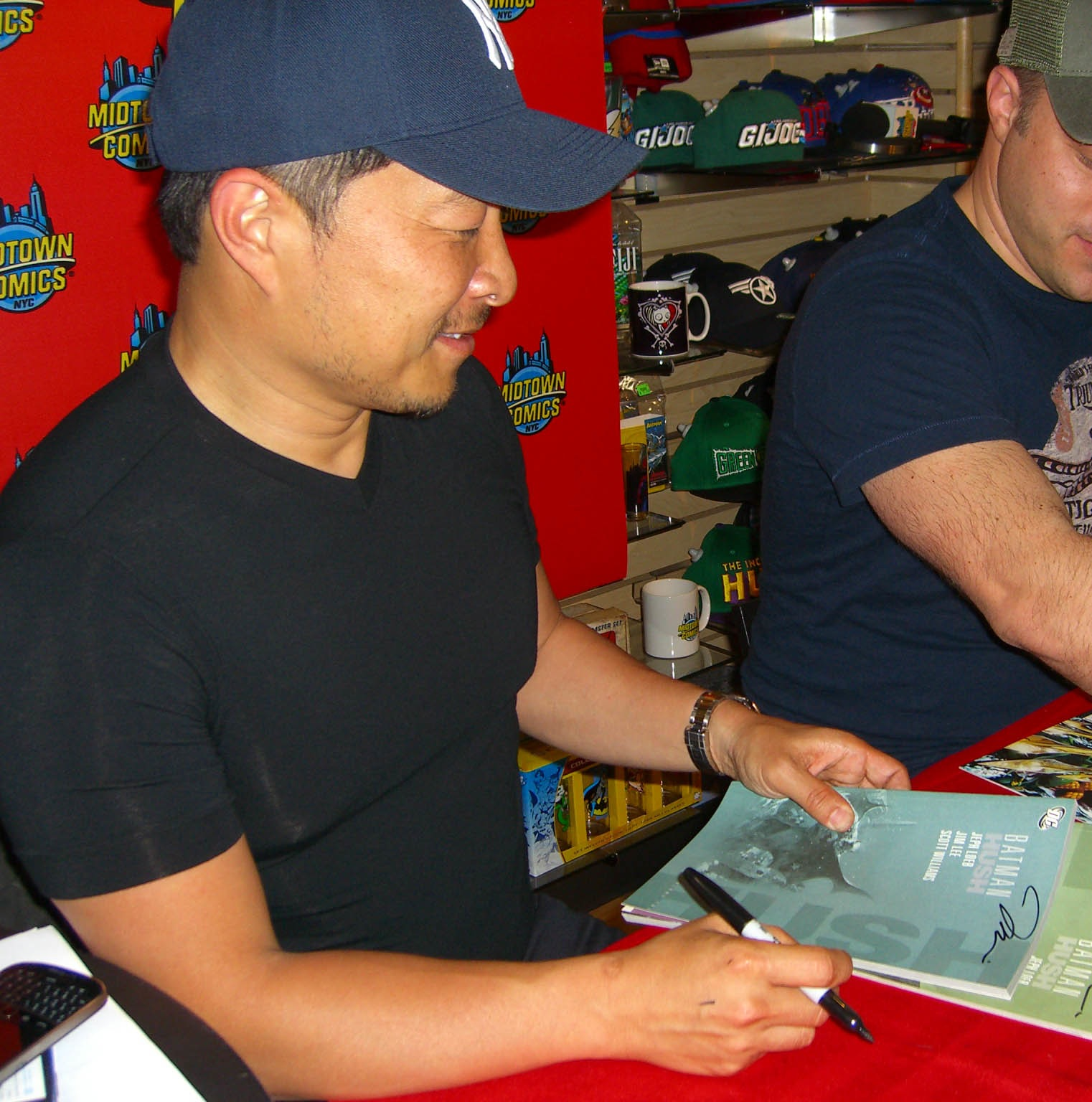
Художник Джим Ли подписывает копии коллекционного издания в двух частях в Middltown Comics в Манхэттене.

История Джейсона Тодда была позже изменена другой сюжетной линией в серии Batman. В сюжете Under the Hood было раскрыто, что Бэтмен действительно сражался с Джейсоном Тоддом на кладбище, но позже поменялся местами с Глиноликим. Тодд теперь стал убивающим виджиланти, известным под именем Красный колпак. Также было рассказано, что Бэтмен подозревал, что сражался с Джейсоном и что он где-то рядом. Об этом свидетельствует маска Красного колпака, которую Бэтмен нашёл у себя в Бэтмобиле в ходе сюжетной линии As the Crow Flies. После того, как Джейсон показал себя Бэтмену и похитил Джокера, он не только стал досаждать Бэтмену и его союзникам в Готэме, но также сражался с Юными Титанами, Оутсайдерами и Зелёной стрелой. В то же время Тёмный Рыцарь отчаянно старался добраться до Джейсона в попытке искупить свои прошлые ошибки перед ним. В ходе Бесконечного Кризиса Загадочник провёл год в коме и потерял все воспоминания, в том числе и о личности Бэтмена.
Сюжетная линия Хаша была продолжена Полом Дини и Дастином Нгуеном в хорошо принятой критиками истории Heart of Hush, где Хаш возвращается ради ещё одной попытки отомстить Бэтмену, на этот раз через Женщину-кошку. Он изменил своё лицо, чтобы быть похожим на Брюса Уэйна, в попытке украсть его жизнь. Серия была особо похвалена за дополнение истории и глубины персонажу Хаша и возвращение его в достойные противники. История происхождения Хаша была рассказана в Detective Comics № 846—847.

## История публикаций
Сюжетная арка Hush была выпущена в ежемесячной серии Batman, в № 608—619 издательства DC Comics. Первая глава сюжетной арки была оценена как № 1 в Топе 300 комиксов октября 2002 года с количеством предзаказов 113 061. Позже сюжетная арка была переиздана в двух коллекционных изданиях — с твёрдой и мягкой обложкой, и позже в 2005 году было издан большого формата Absolute Batman: Hush с твёрдым футляром. DC Comics выпустило историю под одной обложкой в августе 2009 года. Также было выпущено коллекционное издание в твёрдой обложке с карандашными рисунками Джима Ли, названное Batman: Hush Unwrapped Deluxe Edition, оно вышло 22 февраля 2011 года.

## Критика
IGN Comics оценила первый и второй тома Batman: Hush как 10-й в списке «25 величайших графических романов о Бэтмене», сказав, что «в этой истории есть несколько незабываемых моментов», и что «рисунок Джима Ли просто невероятен.»
Крейг Лемон из Comics Bulletin раскритиковал сюжет, сказав, что слишком много людей теперь знают секрет личности Бэтмена, высказав также мнение, что сюжет не особо захватывающий и что Бэтмен изображён глупо, оказавшись неподготовленным к ситуации, когда верёвку, на которой он висел, обрезают. Однако он похвалил диалоги, отсутствие ненужной экспозиции темп повествования и битвы, а также мелочи вроде механизма защиты в костюме Бэтмена. В целом, Лемон хорошо отозвался о работе, но пожаловался, что «у каждого мужчины стиснутые зубы. У каждой женщины — большая грудь. Это невозможная анатомия в каждом», хотя и отметил, что некоторые читатели рады такому стилю.

## Вне комиксов
Хаш изначально планировался для показа на DTV мультсериале The Batman, вместе с вариациями персонажей Загадочника, Женщины-кошки, Джокера, Глиноликого, Мистера Фриза и Пингвин. Проект был позже свёрнут DC и WB. Есть некоторые наброски Хаша в Legions of Gotham.
Хаш является главным антагонистом в побочном квесте, Identity Thief, в игре Batman: Arkham City. В игре он похищает заключённых в городе, чтобы хирургически удалить у них части лица, отдалённо напоминающие Брюса Уэйна и пересадить их себе. После изучения трёх жертв Бэтмен вычисляет местонахождение Хаша, но Хаш ловит его в западню и рассказывает план занять место Брюса Уэйна. Эта версия Хаша, по всей видимости не знает о том, что Бэтмен и есть Брюс Уэйн, в отличие от комикса.
Хаш(Томас Эллиот) является антагонистом в побочном квесте в игре Batman Arkham Knight. Он проникает в башню Уэйна, чтобы занять его место и в кабинете Брюса встречается с Люциусом Фоксом. Фокс не подозревает, то что перед ним самозванец, думая что это Брюс Уэйн, а тот в свою очередь захватывает Фокса в заложники. Альфред сообщает Брюсу, что Люциус не выходит на связь. Придя в башню, Бэтмен обнаруживает, что Томас захватил Фокса в заложники и требует, чтобы Бэтмен привёл к нему настоящего Брюса Уэйна, а иначе тот убьёт Люциуса и взорвет башню. Бэтмен раскрывает секрет своей личности перед Томасом. Томас удивлён тем, что под маской находится Брюс и направляет на него пистолет, чтобы сделать выстрел, но Брюс успевает обезвредить злодея. После этих событий Брюс просит Люциуса запереть Томаса в башне, объясняя это тем, что он не может передать его полиции.
В 2019 году по мотивам сюжетной арки был снят одноимённый анимационный фильм

## Коллекционные издания
Вся сюжетная история была переиздана в двух частях и позже в одной.
- Batman: Hush (320 страниц, мягкая обложка, издано в августе 2009 года, ISBN 1-4012-2317-6; развёрнутое роскошное издание, июль 2011 года, ISBN 1-4012-2992-1; а также 372-страничное абсолютное издание в твёрдой обложке, декабрь 2011 года, ISBN 1-4012-0426-0)
  - Batman: Hush Volume One (содержит Batman том 1 № 608—612 и историю из журнала Wizard № 0, 128 страниц, мягкая обложка, август 2004 года, ISBN 1-4012-0060-5)
  - Batman: Hush Volume Two (содержит Batman том 1 № 613—619, 192 страниц, мягкая обложка, ноябрь 2004 года, ISBN 1-4012-0092-3)